# Starachowice Michałów
Starachowice Michałów – przystanek kolejowy w Starachowicach, w województwie świętokrzyskim, w Polsce. Przystanek powstał w roku 1927 pod nazwą Michałów. 3 czerwca 1984 roku przystanek otrzymał nową nazwę Starachowice Michałów.

## Ruch pasażerski
| Rok  | Wymiana pasażerska na dobę |
| ---- | -------------------------- |
| 2017 | 20-49                      |
| 2022 | 20-49                      |

## Połączenia
Obecnie (2022) z przystanku Starachowice Michałów pociągami osobowymi Polregio można dojechać do następujących stacji:
- Kielce Główne
- Kraków Główny
- Ostrowiec Świętokrzyski
- Skarżysko-Kamienna.